# Bebyggelse
En bebyggelse er en samling af bygninger inden for et nærmere bestemt geografisk område. I egne med forholdsvis sparsom bebyggelse vil man ved bygd forstå det område, der berøres af bebyggelsen.
Man kan skelne mellem midlertidige bebyggelser, bopladser, og vedvarende bebyggelser. Ligeledes kan man skelne mellem enkeltbebyggelser og samlede bebyggelser (byområder). Desuden kan skelnes mellem planlagte (regulerede) bebyggelser og terræntilpassede (eller "selvgroede") bebyggelser. Endelig kan bebyggelser opdeles efter deres (overvejende) formål samt efter deres befolkningsmæssige størrelse. Ofte vil sådanne skel være noget flydende, og der kan findes træk af flere typer samme sted.
I den førindustrielle tid spillede de landskabelige forhold en væsentlig rolle for bebyggelsens udformning, således var terrænet med til at påvirke, om bebyggelsen var spredt eller samlet, og ligeledes var der som regel en nøje sammenhæng mellem bebyggelsen og de næringsveje, der her blev udøvet, idet disse oftest var knyttet til udnyttelsen af landskabets særlige muligheder (landbrug, fiskeri, råstofudvinding) og de samfærdselsmæssige forhold (vejnet, besejlingsmuligheder). 